# Un viaggio chiamato amore - Lettere 1916-1918
Un viaggio chiamato amore - Lettere 1916-1918 è la raccolta delle lettere scambiate tra la scrittrice Sibilla Aleramo e il poeta Dino Campana. Pubblicato a cura di Bruna Conti nel 1987, è stato ripreso da Feltrinelli nel 2000.
Da questo carteggio è stato tratto il film Un viaggio chiamato amore (di Michele Placido, 2002) con Stefano Accorsi nel ruolo di Campana e Laura Morante nel ruolo di Sibilla Aleramo.

## Edizioni
- Sibilla Aleramo, Dino Campana, Un viaggio chiamato amore: lettere 1916-1918, a cura di Bruna Conti, Editori riuniti, Roma 1987 ISBN 88-359-3078-2
- Sibilla Aleramo, Dino Campana, Un viaggio chiamato amore: lettere 1916-1918, a cura di Bruna Conti, Feltrinelli, Milano 2000 ISBN 88-07-49006-4
- Sibilla Aleramo, Dino Campana, Un viaggio chiamato amore: lettere 1916-1918, Edizione speciale allegata al DVD Un viaggio chiamato amore di Michele Placido su licenza di Giangiacomo Feltrinelli, Valter Casini, Roma 2004 ISBN 88-89221-64-X23.
- Sibilla Aleramo, Dino Campana, Un viaggio chiamato amore: lettere 1916-1918, Corriere della sera, Milano 2014
- Sibilla Aleramo, Dino Campana, Un viaggio chiamato amore: lettere 1916-1918, a cura di Bruna Conti, Feltrinelli, Milano 2015 ISBN 978-88-07-90166-9